# Подборов'я (Спицинська волость)
Подборов'я (рос. Подборовье) — присілок в Гдовському районі Псковської області Російської Федерації.
Населення становить 39 осіб. Входить до складу муніципального утворення Спицинська волость.

## Історія
Від 2005 року входить до складу муніципального утворення Спицинська волость.

## Населення
| 2001 | 2002 | 2010 |
| ---- | ---- | ---- |
| 51   | ↗75  | ↘39  |